# 漢莎航空540號班機空難
漢莎航空540號班機發生於1974年11月20日，一架漢莎航空的客機在肯雅內羅畢失速墜毀，導致機上59人罹難，亦是波音747首宗有人死亡的事故。

## 事件經過
540號班機是一班由西德法蘭克福起飛經肯雅內羅畢再前往南非約翰內斯堡. 機上共載有157人(140名乘客及17名機員).
當客機從肯亞內羅畢的喬莫·肯雅塔國際機場24號跑道起飛時，飞行员開始感覺有猛烈的振动。機長操纵飞机继续爬升，並收回起落架。起落架收回之后，飞机高度开始下降，并且失速警告燈亮起。飞机持续下降，并在距离跑道尽头3,700呎（1100米）处擦过灌木丛和草地，随后撞上一段高架道路并最终解体。飛機左侧机翼发生爆炸並起火，随后火势蔓延至机舱。机上140名乘客中的55人遇难，17名机组人员当中有4人遇难。

## 事件原因
飞机坠毁的原因被确定为由前缘缝翼（克鲁格襟翼）留在收回位置而引起的失速。当后缘襟翼已经展开，但前缘缝翼未能展开的情况下，飞机的失速速度更高，最大迎角更低。结果，飞机无法脱离地面效应继续爬升。调查发现，飞行工程师未能按照飞行前检查单中所要求的那样，打开前缘缝翼引气阀。这使得引气未能流入747的气动缝翼系统，由于747上的前缘板条是气动驱动的，因此未能将前缘缝翼为起飞而展开。由于襟翼没有展开而可能发出过警报的起飞警告系统并没有单独警告说飞机工程师没有打开前缘缝翼的气动阀门。
前缘缝翼的故障状态应该设计为由黄色警示灯指示：一个用于飞行员，八个用于飞行工程师。然而，这两名机组成员都在法庭上说这些灯是绿色的。这种不一致有三种可能的解释：一，早晨的太阳使驾驶舱人员眩目，从而妨碍了颜色感知；二，尽管前缘缝翼处于收回状态，但装配过程中的错误可能导致绿灯；三，机组成员撒谎。这些可能性都无法得到最终证实。飞行机组人员因未能充分执行起飞前检查单而受到指责，但事故报告也指出缺乏足够的警告系统可以提醒机组人员注意这个问题。类似的错误之前发生过两次，但在飞行员都能够及时恢复飞机状态。在第三次致命事件发生后，波音公司增加了系统来警告飞行员在起飞前没有打开前缘缝翼阀门。
事後，D-ABYB這一註冊編號不再使用，漢莎航空2012年新購入的第二架波音747-8（緊接第一架D-ABYA）被編為D-ABYC。